# Seznam měst v Plzeňském kraji
Seznam měst Plzeňského kraje:
| Město                | Okres       | Počet obyvatel k 1. 1. 2014 |
| -------------------- | ----------- | --------------------------- |
| Bělá nad Radbuzou    | Domažlice   | 1767                        |
| Bezdružice           | Tachov      | 911                         |
| Blovice              | Plzeň-jih   | 4141                        |
| Bor                  | Tachov      | 4153                        |
| Černošín             | Tachov      | 1159                        |
| Dobřany              | Plzeň-jih   | 6113                        |
| Domažlice            | Domažlice   | 11110                       |
| Hartmanice           | Klatovy     | 1057                        |
| Holýšov              | Plzeň-jih   | 4995                        |
| Horažďovice          | Klatovy     | 5502                        |
| Horní Bříza          | Plzeň-sever | 4305                        |
| Horšovský Týn        | Domažlice   | 4994                        |
| Hostouň              | Domažlice   | 1311                        |
| Hrádek               | Rokycany    | 2860                        |
| Janovice nad Úhlavou | Klatovy     | 2264                        |
| Kasejovice           | Plzeň-jih   | 1271                        |
| Kašperské Hory       | Klatovy     | 1458                        |
| Kaznějov             | Plzeň-sever | 3140                        |
| Kdyně                | Domažlice   | 5242                        |
| Kladruby             | Tachov      | 1572                        |
| Klatovy              | Klatovy     | 22367                       |
| Kožlany              | Plzeň-sever | 1396                        |
| Kralovice            | Plzeň-sever | 3504                        |
| Manětín              | Plzeň-sever | 1165                        |
| Měčín                | Klatovy     | 1153                        |
| Město Touškov        | Plzeň-sever | 2063                        |
| Mirošov              | Rokycany    | 2233                        |
| Mýto                 | Rokycany    | 1504                        |
| Nalžovské Hory       | Klatovy     | 1171                        |
| Nepomuk              | Plzeň-jih   | 3818                        |
| Nýrsko               | Klatovy     | 4978                        |
| Nýřany               | Plzeň-sever | 7112                        |
| Planá                | Tachov      | 5465                        |
| Plánice              | Klatovy     | 1671                        |
| Plasy                | Plzeň-sever | 2617                        |
| Plzeň                | Plzeň-město | 168034                      |
| Poběžovice           | Domažlice   | 1600                        |
| Přeštice             | Plzeň-jih   | 7165                        |
| Přimda               | Tachov      | 1544                        |
| Rabí                 | Klatovy     | 502                         |
| Radnice              | Rokycany    | 1789                        |
| Rejštejn             | Klatovy     | 246                         |
| Rokycany             | Rokycany    | 14002                       |
| Spálené Poříčí       | Plzeň-jih   | 2681                        |
| Staňkov              | Domažlice   | 3248                        |
| Starý Plzenec        | Plzeň-město | 4955                        |
| Stod                 | Plzeň-jih   | 3675                        |
| Strážov              | Klatovy     | 1368                        |
| Stříbro              | Tachov      | 7769                        |
| Sušice               | Klatovy     | 11277                       |
| Švihov               | Klatovy     | 1702                        |
| Tachov               | Tachov      | 12570                       |
| Třemošná             | Plzeň-sever | 4935                        |
| Úterý                | Plzeň-sever | 468                         |
| Všeruby              | Plzeň-sever | 1318                        |
| Zbiroh               | Rokycany    | 2477                        |
| Železná Ruda         | Klatovy     | 1765                        |

Poznámka: Seznam zahrnuje pouze obce, která aktuálně mají oficiální status města, tj. neobsahuje historická města, jejichž status se neudržel a nebyl obnoven. Uváděné počty obyvatel vyjadřují počet obyvatel všech sídel obce.